# Балтијск
Балтијск (рус. Балтийск) град је у Русији у Калињинградској области. Према попису становништва из 2010. у граду је живело 32670 становника.

## Становништво
| 1939.  | 1959.  | 1970.  | 1979.  | 1989.  | 2002.  | 2010.  |
| ------ | ------ | ------ | ------ | ------ | ------ | ------ |
| 10.980 | 17.378 | 20.300 | 23.568 | 27.100 | 33.252 | 32.670 |

## Партнерски градови
- Гдиња
- Елблаг
- Ниса
- Карлскруна